# McGinnis Lake
McGinnis Lake är en sjö i Kanada.   Den ligger i countyt Peterborough County och provinsen Ontario, i den sydöstra delen av landet, 210 km väster om huvudstaden Ottawa. McGinnis Lake ligger 254 meter över havet.
I omgivningarna runt McGinnis Lake växer i huvudsak blandskog. Runt McGinnis Lake är det mycket glesbefolkat, med 5 invånare per kvadratkilometer.